# Polskie drogowe sygnały świetlne
Drogowe sygnały świetlne w Polsce mają takie samo znaczenie jak w innych krajach-sygnatariuszach konwencji wiedeńskiej o znakach i sygnałach drogowych. Czerwone światło oznacza zakaz wjazdu za sygnalizator. Światło żółte zakazuje wjazdu za sygnalizator, chyba że zatrzymanie pojazdu wymagałoby gwałtownego hamowania. Zielone światło oznacza zezwolenie na wjazd pod warunkiem, że za skrzyżowaniem jest miejsce na kontynuowanie jazdy. Zielone światło na sygnalizatorze ogólnym (S-1) nie gwarantuje i jednocześnie nie wyklucza bezkolizyjności przejazdu w innym kierunku niż prosto, natomiast sygnalizator kierunkowy (S-3) gwarantuje bezkolizyjność przejazdu w danym kierunku. Ponadto występują też sygnalizacje dla kierujących pojazdami komunikacji miejskiej. Sygnalizatory tramwajowe mogą być zarówno ogólne, jak i kierunkowe.

## Sygnały świetlne dla kierujących i pieszych
1. Sygnał czerwony migający lub dwa na przemian migające sygnały czerwone oznaczają zakaz wjazdu za sygnalizator lub inne urządzenie nadające te sygnały. Najczęściej spotykany na przejazdach kolejowo-drogowych.
2. Migający lub stały sygnał żółty umieszczony na przeszkodzie albo migający sygnał żółty nadawany przez sygnalizator ostrzegają o występującym niebezpieczeństwie lub utrudnieniu ruchu oraz nakazują zachowanie szczególnej ostrożności.
3. Zatrzymanie pojazdu wynikające z nadawanego sygnału powinno nastąpić przed linią zatrzymania, a w razie jej braku – przed sygnalizatorem.
4. Jeżeli sygnalizator jest umieszczony nad jezdnią, to zatrzymanie pojazdu wynikające z nadawanego sygnału powinno nastąpić przed linią zatrzymania, a w razie jej braku – przed jezdnią, nad którą sygnalizator został umieszczony.
5. Sygnały świetlne nadawane przez sygnalizatory typu S-1, S-2, S-3, S-4 i S-7 dotyczą także kolumn pieszych, jeźdźców i poganiaczy.
6. Sygnał świetlny w postaci białych cyfr na tablicy lub sygnalizatorze oznacza wjazd na odcinek jezdni, na którym zaleca się jazdę z prędkością wyrażoną w kilometrach na godzinę.

| Sygnalizator | Informacja                                                                          | Szczegóły |
| ------------ | ----------------------------------------------------------------------------------- | --- |
|              | S-1: sygnalizator ogólny z sygnałami do kierowania ruchem                           | 1. Sygnały świetlne nadawane przez sygnalizator S-1 oznaczają: - sygnał zielony – zezwolenie na wjazd za sygnalizator, - sygnał żółty – zakaz wjazdu za sygnalizator, chyba że w chwili zapalenia tego sygnału pojazd znajduje się tak blisko sygnalizatora, że nie może być zatrzymany przed nim bez gwałtownego hamowania; sygnał ten oznacza jednocześnie, że za chwilę zapali się sygnał czerwony, - sygnał czerwony – zakaz wjazdu za sygnalizator, - sygnały czerwony i żółty, nadawane jednocześnie – zakaz wjazdu za sygnalizator; sygnały te oznaczają także, że za chwilę zapali się sygnał zielony. 2. Sygnał zielony nie zezwala na wjazd za sygnalizator, jeżeli: - ruch pojazdu utrudniłby opuszczenie jezdni pieszym lub rowerzystom, - ze względu na warunki ruchu na skrzyżowaniu lub za nim opuszczenie skrzyżowania nie byłoby możliwe przed zakończeniem nadawania sygnału zielonego. 3. Sygnalizator używany poza skrzyżowaniem do kierowania ruchem na zwężonym odcinku drogi może nadawać sygnały o dwóch barwach – zielonej i czerwonej. 4. Kierujący pojazdem szynowym skręcający na skrzyżowaniu o ruchu kierowanym sygnałami świetlnymi może je opuścić, z zastrzeżeniem ust. 1 pkt 2–4 pod warunkiem ustąpienia pierwszeństwa uczestnikom ruchu poruszającym się na wprost. Przepisu nie stosuje się na skrzyżowaniu o ruchu okrężnym oznaczonym znakami C-12. |
|              | S-1a: sygnalizator z sygnałami dla kierujących rowerem                              | Ten sygnalizator jest na tej samej zasadzie tak jak S-1, tyle że dotyczy rowerów na pasie ruchu jezdniowym. |
|              | S-2: sygnalizator z sygnałem dopuszczającym skręcanie w kierunku wskazanym strzałką | 1. Nadawany przez sygnalizator S-2 sygnał czerwony wraz z sygnałem w kształcie zielonej strzałki oznacza, że dozwolone jest skręcanie w kierunku wskazanym strzałką w najbliższą jezdnię na skrzyżowaniu, z zastrzeżeniem ust. 3. 2. Sygnał w kształcie zielonej strzałki, nadawany przez sygnalizator S-2, zezwalający na skręcanie w lewo, zezwala również na zawracanie z lewego skrajnego pasa ruchu, chyba że jest to zabronione znakiem B-23. 3. Skręcanie lub zawracanie, o których mowa w ust. 1 i 2, jest dozwolone pod warunkiem, że kierujący zatrzyma się przed sygnalizatorem i nie spowoduje utrudnienia ruchu innym jego uczestnikom. Sygnalizator S-2 nie mówi nic o (bez)kolizyjności przejazdu. |
|              | S-3: sygnalizator kierunkowy                                                        | 1. Sygnały świetlne nadawane przez sygnalizator kierunkowy S-3 dotyczą kierujących jadących w kierunkach wskazanych strzałką (strzałkami). 2. Przepisy § 95 ust. 1 i 2 stosuje się odpowiednio do sygnałów nadawanych przez sygnalizator kierunkowy S-3. 3. Sygnał zielony nadawany przez sygnalizator kierunkowy S-3 oznacza, że podczas jazdy we wskazanym kierunku nie występuje kolizja z innymi uczestnikami ruchu. 4. Sygnalizatory kierunkowe S-3 nadające sygnały przeznaczone tylko dla pojazdów skręcających w lewo mogą nie być umieszczone po prawej stronie drogi. Sygnalizator kierunkowy S-3e umieszczony razem ze znakiem P-8b nie zezwala na zawracanie. Odmiany S-3: \| Sygnalizator \| Informacja \| \| \| ------------ \| -------------------------------------------------------------- \| \| \| \| \| \| \| \| S-3a: sygnalizator kierunkowy na wprost i w lewo \| \| \| \| S-3b: sygnalizator kierunkowy na wprost i w prawo \| \| \| \| S-3c: sygnalizator kierunkowy na wprost \| \| \| \| S-3d: sygnalizator kierunkowy w prawo \| \| \| \| S-3e: sygnalizator kierunkowy w lewo \| \| \| \| S-3f: sygnalizator kierunkowy w lewo zezwalający na zawracanie \| \| \| \| S-3g: sygnalizator kierunkowy dla zawracających \| \| \| \| S-3h: sygnalizator kierunkowy w lewo i w prawo \| \|                                                                         |
|              | S-3a: sygnalizator kierunkowy z sygnałami dla kierujących rowerem                   | Ten sygnalizator jest na tej samej zasadzie tak jak S-3, tyle że dotyczy rowerów na pasie ruchu jezdniowym |
|              | S-4: sygnalizator z sygnałami dla pasów ruchu                                       | Sygnały świetlne nadawane przez sygnalizator S-4 oznaczają: 1. sygnał zielony – zezwolenie na wjazd na pas ruchu, nad którym sygnalizator jest umieszczony. 2. sygnał czerwony – zakaz wjazdu na pas ruchu, nad którym sygnalizator jest umieszczony. |
|              | S-5: sygnalizator z sygnałami dla pieszych                                          | Sygnały świetlne dla pieszych nadawane przez sygnalizator S-5 oznaczają: 1. sygnał zielony – zezwolenie na wejście na przejście dla pieszych, przy czym sygnał zielony migający oznacza, że za chwilę zapali się sygnał czerwony i pieszy jest obowiązany jak najszybciej opuścić przejście. 2. sygnał czerwony – zakaz wejścia na przejście. |
|              | S-6: sygnalizator z sygnałami dla rowerzystów                                       | Sygnały świetlne dla rowerzystów nadawane przez sygnalizator S-6 oznaczają: 1. sygnał zielony – zezwolenie na wjazd na przejazd dla rowerzystów, przy czym sygnał zielony migający oznacza, że za chwilę zapali się sygnał czerwony i rowerzysta jest obowiązany jak najszybciej opuścić przejazd. 2. sygnał czerwony – zakaz wjazdu na przejazd. |
|              | S-7: sygnalizator z sygnałem nakazującym opuszczenie pasa ruchu                     | Sygnał świetlny stały lub migający, nadawany przez sygnalizator S-7, oznacza nakaz opuszczenia pasa ruchu, nad którym sygnalizator jest umieszczony, i wjazdu na część jezdni znajdująca się po stronie wskazanej strzałką. |
| Sygnalizator | Informacja                                                                          | |
|              |                                                                                     | |
|              | S-3a: sygnalizator kierunkowy na wprost i w lewo                                    | |
|              | S-3b: sygnalizator kierunkowy na wprost i w prawo                                   | |
|              | S-3c: sygnalizator kierunkowy na wprost                                             | |
|              | S-3d: sygnalizator kierunkowy w prawo                                               | |
|              | S-3e: sygnalizator kierunkowy w lewo                                                | |
|              | S-3f: sygnalizator kierunkowy w lewo zezwalający na zawracanie                      | |
|              | S-3g: sygnalizator kierunkowy dla zawracających                                     | |
|              | S-3h: sygnalizator kierunkowy w lewo i w prawo                                      | |

## Sygnały świetlne dla kierujących pojazdami wykonującymi odpłatny przewóz osób na regularnych liniach
| Sygnalizator | Informacja                                                                                | Szczegóły |
| ------------ | ----------------------------------------------------------------------------------------- | --- |
|              | SB: sygnalizator z sygnałami dla kierujących autobusami                                   | 1. Sygnały świetlne dla kierujących autobusami oraz innymi pojazdami wykonującymi odpłatny przewóz osób na regularnych liniach, poruszającymi się po wydzielonych dla nich pasach ruchu, są barwy białej, jeżeli sygnalizator SB nie ma tabliczki z napisem BUS, to dotyczy tramwajów. 2. Sygnały świetlne, o których mowa w ust. 1, nadawane przez sygnalizator SB oznaczają: - sygnał w kształcie kreski pionowej – zezwolenie na wjazd za sygnalizator w dowolnym kierunku. W niektórych krajach Europy (np. Holandii) sygnalizator może również wskazywać kierunek jazdy (╲ – skręt w lewo,│– jazda prosto, ╱ – skręt w prawo). Jest to odpowiednik zielonego światła na sygnalizatorze S-1 (S-3). - sygnał w kształcie dwóch kropek – zakaz wjazdu za sygnalizator; zakaz nie dotyczy kierujących pojazdami, które w chwili zapalenia się tego sygnału znajdują się tak blisko sygnalizatora, że nie mogą być zatrzymane przed nim bez gwałtownego hamowania; sygnał ten oznacza jednocześnie, że za chwilę zapali się sygnał w kształcie kreski poziomej. Sygnalizator w Polsce z dwoma kropkami różni się od stosowanych w innych krajach Europy, gdzie stosuje się pojedynczą kropkę na środku. Jest to odpowiednik żółtego światła. - sygnał w kształcie kreski poziomej – zakaz wjazdu za sygnalizator. Jest to odpowiednik czerwonego światła. Takie samo znaczenie mają wyświetlane jednocześnie sygnały w kształcie kreski poziomej i dwóch kropek oznaczające także, że za chwilę zapali się sygnał w kształcie kreski pionowej. 3. Sygnał w kształcie kreski pionowej nie zezwala na wjazd za sygnalizator, jeżeli: - ruch pojazdu utrudniłby opuszczenie jezdni pieszym lub rowerzystom, - ze względu na warunki ruchu na skrzyżowaniu lub za nim opuszczenie skrzyżowania nie byłoby możliwe przed zakończeniem nadawania sygnału zezwalającego na wjazd za sygnalizator. |
|              | ST: sygnalizator z sygnałami dla tramwajów                                                | 1. Sygnały świetlne dla kierujących tramwajami nadawane przez sygnalizator ST oznaczają: - sygnał w kształcie kreski pionowej – zezwolenie na wjazd za sygnalizator, - sygnał w kształcie kreski pionowej migający – zakaz wjazdu za sygnalizator; zakaz nie dotyczy kierujących tramwajami, które w chwili zapalenia się tego sygnału znajdują się tak blisko sygnalizatora, że nie mogą być zatrzymane przed nim bez gwałtownego hamowania; sygnał ten oznacza jednocześnie, że za chwilę zapali się sygnał w kształcie kreski poziomej, - sygnał w kształcie kreski poziomej – zakaz wjazdu za sygnalizator. 2. Sygnał w kształcie kreski pionowej nie zezwala na wjazd za sygnalizator, jeżeli: - ruch tramwaju utrudniłby opuszczenie jezdni pieszym lub rowerzystom, - ze względu na warunki ruchu na skrzyżowaniu lub za nim opuszczenie skrzyżowania nie byłoby możliwe przed zakończeniem nadawania sygnału zezwalającego na wjazd za sygnalizator. |
|              | STK: sygnalizator kierunkowy dla tramwajów                                                | 1. Sygnały nadawane przez sygnalizatory kierunkowe STK dotyczą tramwajów jadących w kierunkach wskazanych przez strzałki umieszczone na tabliczce nad sygnalizatorem; przepis § 104 ust. 1 pkt 1 i 3 stosuje się odpowiednio. 2. Sygnały kierunkowe dla kierujących tramwajami nadawane przez sygnalizator STT oznaczają: |
|              | STT-1: sygnał oznaczający zakaz wjazdu tramwaju za sygnalizator                           | Oznacza zakaz wjazdu za sygnalizator. |
|              | STT-2: sygnał oznaczający zezwolenie na jazdę tramwaju we wskazanym kierunku (kierunkach) | Zezwolenie na jazdy we wskazanym kierunku, kierunki są oznaczone kropkami wyświetlanymi w górnej części sygnalizatora wraz z wyświetlana kropką w dolnej jego części; lewa górna kropka oznacza kierunek w lewo, środkowa górna kropka kierunek na wprost, a prawa górna kropka – w prawo. Nadawany przez sygnalizatory kierunkowe STK i STT sygnał zezwalający na wjazd oznacza, że przejazd nie ma kolizji z innymi kierunkami ruchu. |